# Nevod

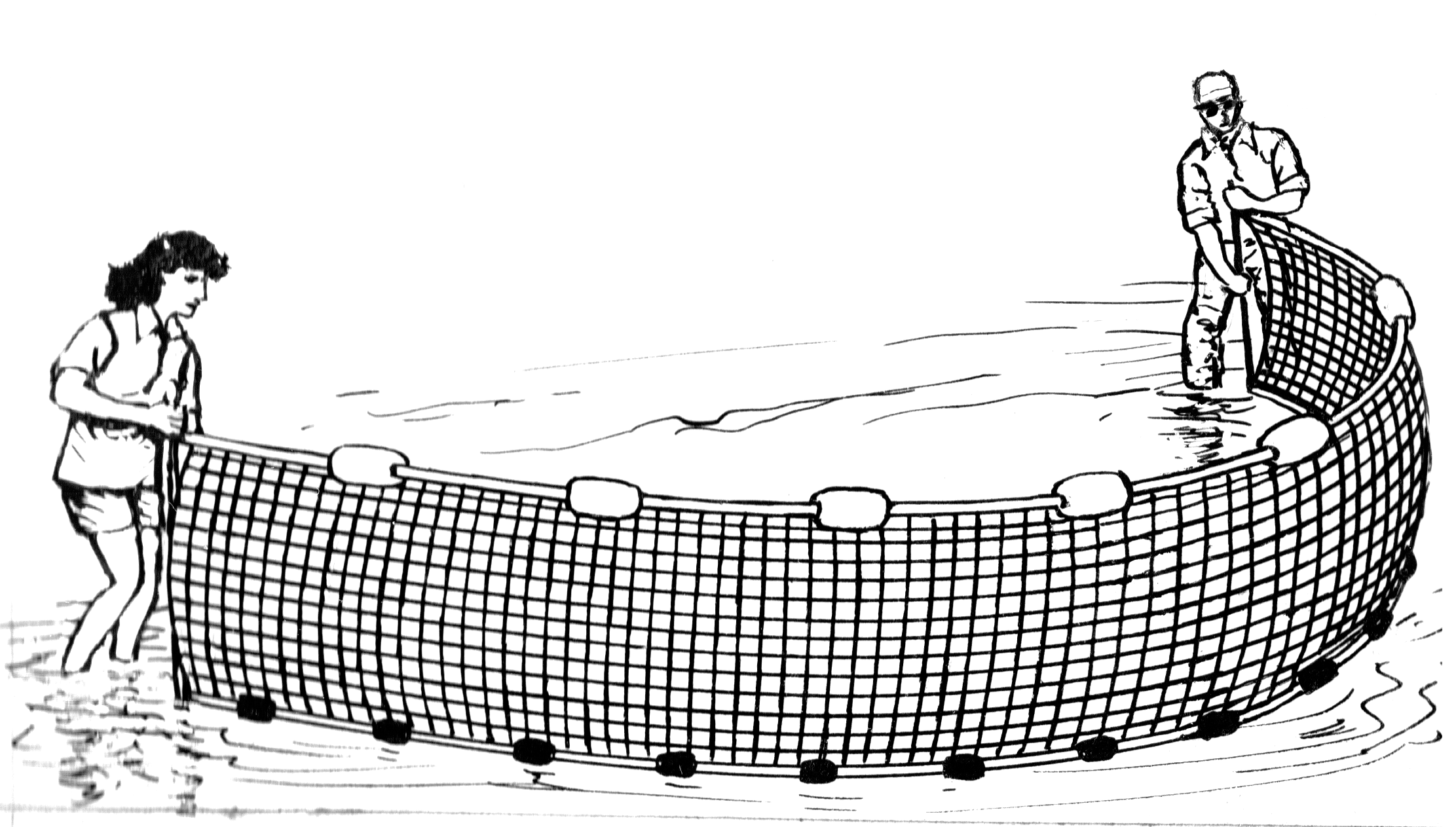
Ilustrace jednoduchého nevodu

Nevod je největší rybářská síť určená k výlovu rybníků. Má pytlovitý tvar a bývá dlouhá až 50 metrů. V minulosti bývala vyráběna z konopné příze, od druhé poloviny 20. století konopí nahradil polyamid.

## Skladba
Síť je složena z následujících částí:
- Jádro
- Horní žíně s plováky
- Dolní žíně s olůvky
- Žezla (2x)
- Tažná lana (2x) – zvaná „traky“